# Asaka (Uzbekistan)
Asaka (dawniej Lenińsk) – miasto w Uzbekistanie (wilajet andiżański).
Liczba mieszkańców w 2010 roku wynosiła ok. 66 tys. W mieście zlokalizowana jest fabryka GM Uzbekistan produkująca do chwili obecnej modele marek Chevrolet i Ravon.